# Очане
Очане (груз. ოჭანე) — село в Грузии, на территории Цаленджихского муниципалитета края (мхаре) Самегрело-Верхняя Сванетия.

## География
Село находится в западной части Грузии, на левом берегу реки Ингури, на расстоянии приблизительно 8 километров (по прямой) к северу от города Цаленджиха, административного центра муниципалитета.

## Население
По результатам официальной переписи населения 2014 года в Очане проживало 399 человек (201 мужчина и 198 женщин). В национальной структуре населения грузины составляли 99,7 %, абхазы — 0,3 %.